# Karłątek kniejnik
Karłątek kniejnik (Ochlodes venatus = Ochlodes sylvanus = Ochlodes faunus) – owad z rzędu motyli, z rodziny powszelatkowatych (= warcabnikowatych) (Hesperiidae). 
Przednie skrzydła samczyka są w kolorze ochry i mają czarne prążki zapachowe. Na skrzydłach samiczki znajdują się jaśniejsze kwadratowe plamki. Rozpiętość skrzydeł wynosi od 28 do 32 mm. Okres lotu motyla to czerwiec i lipiec. Występuje on na łąkach, śródleśnych polanach oraz w lasach. Niebieskozielona gąsienica ma czarnobrązową głowę i żeruje na różnych gatunkach traw. Gąsienica oplata kilka liści razem i zimuje by przepoczwarzyć się w następnym roku.

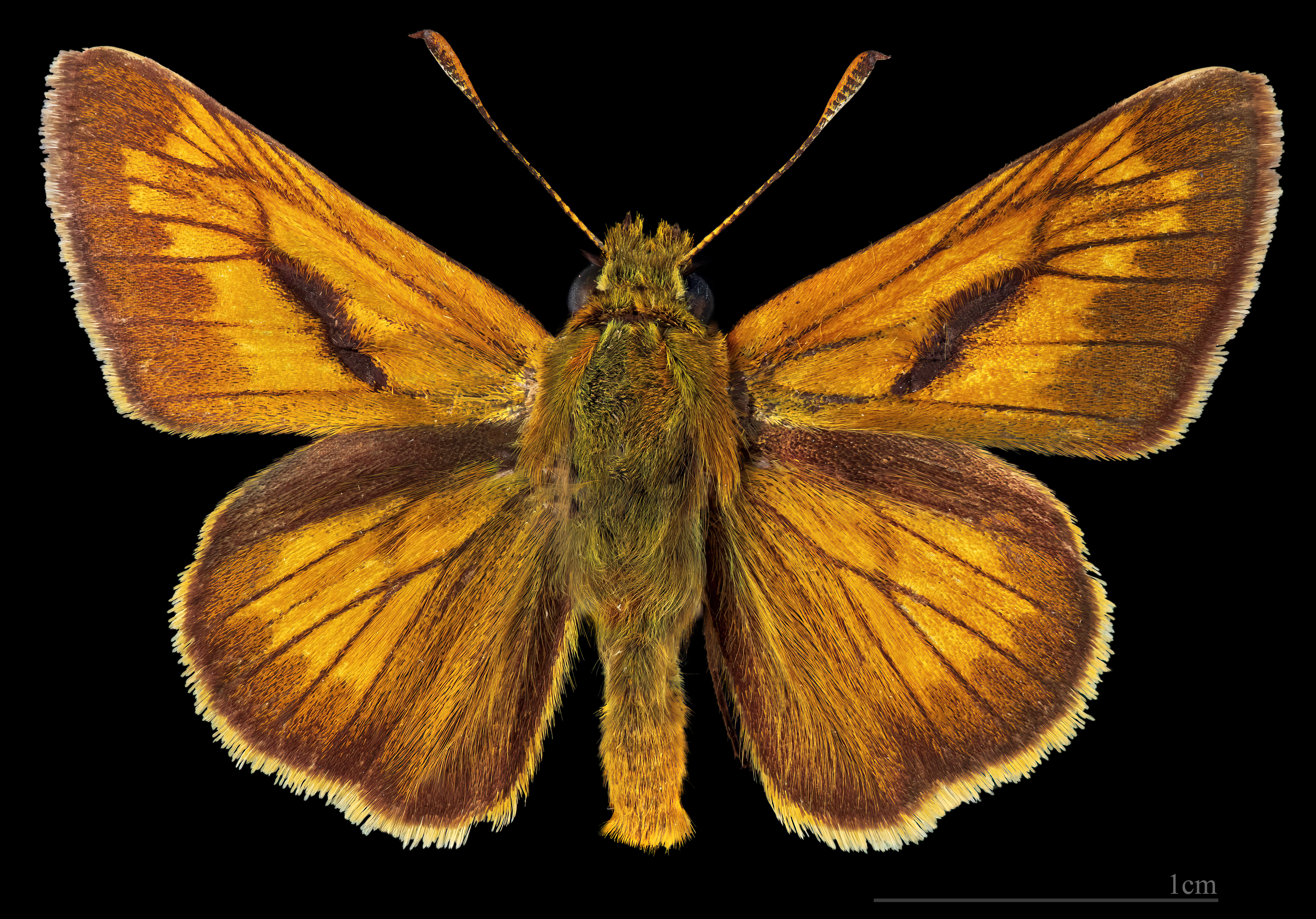
Ochlodes sylvanus ♂
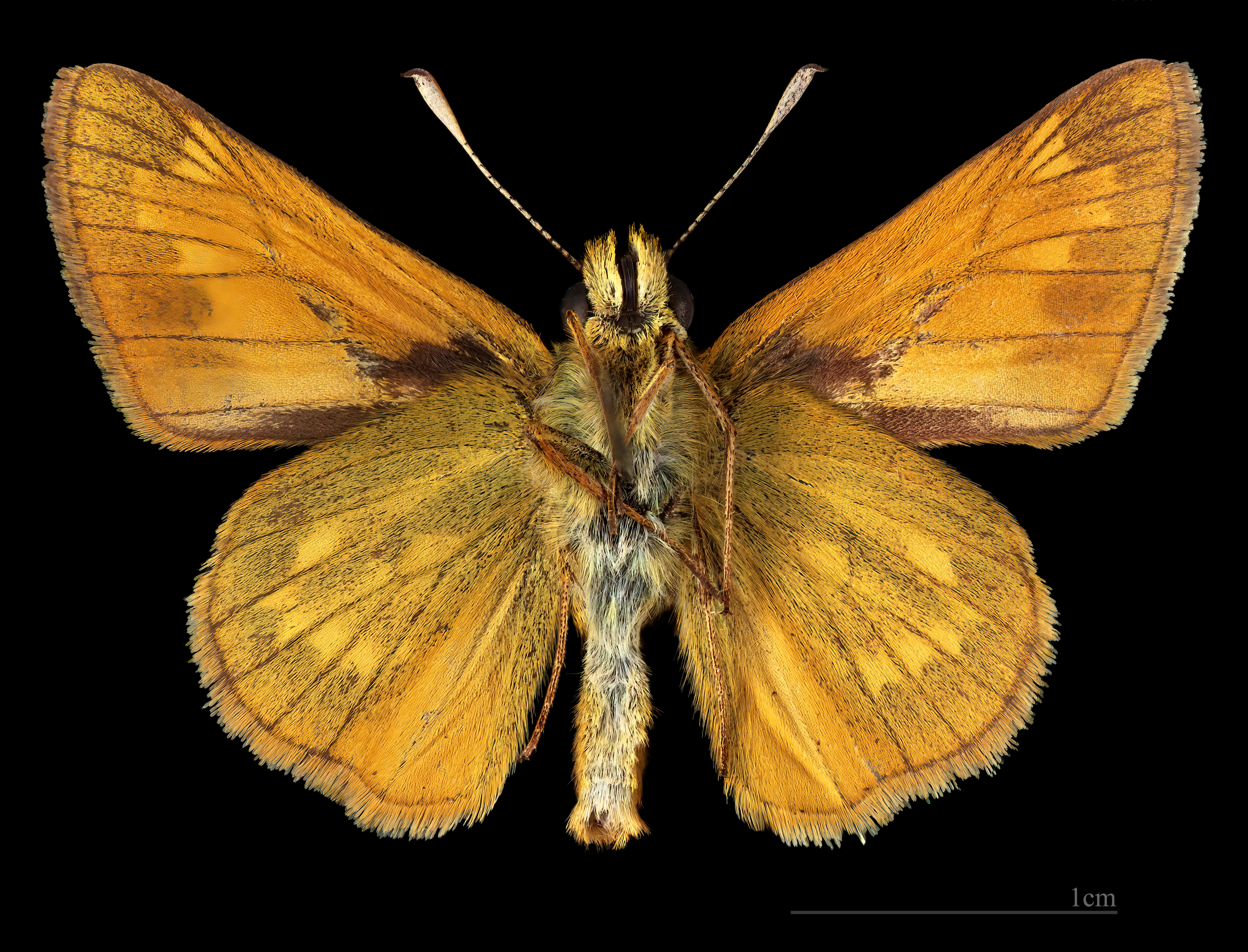
♂ △
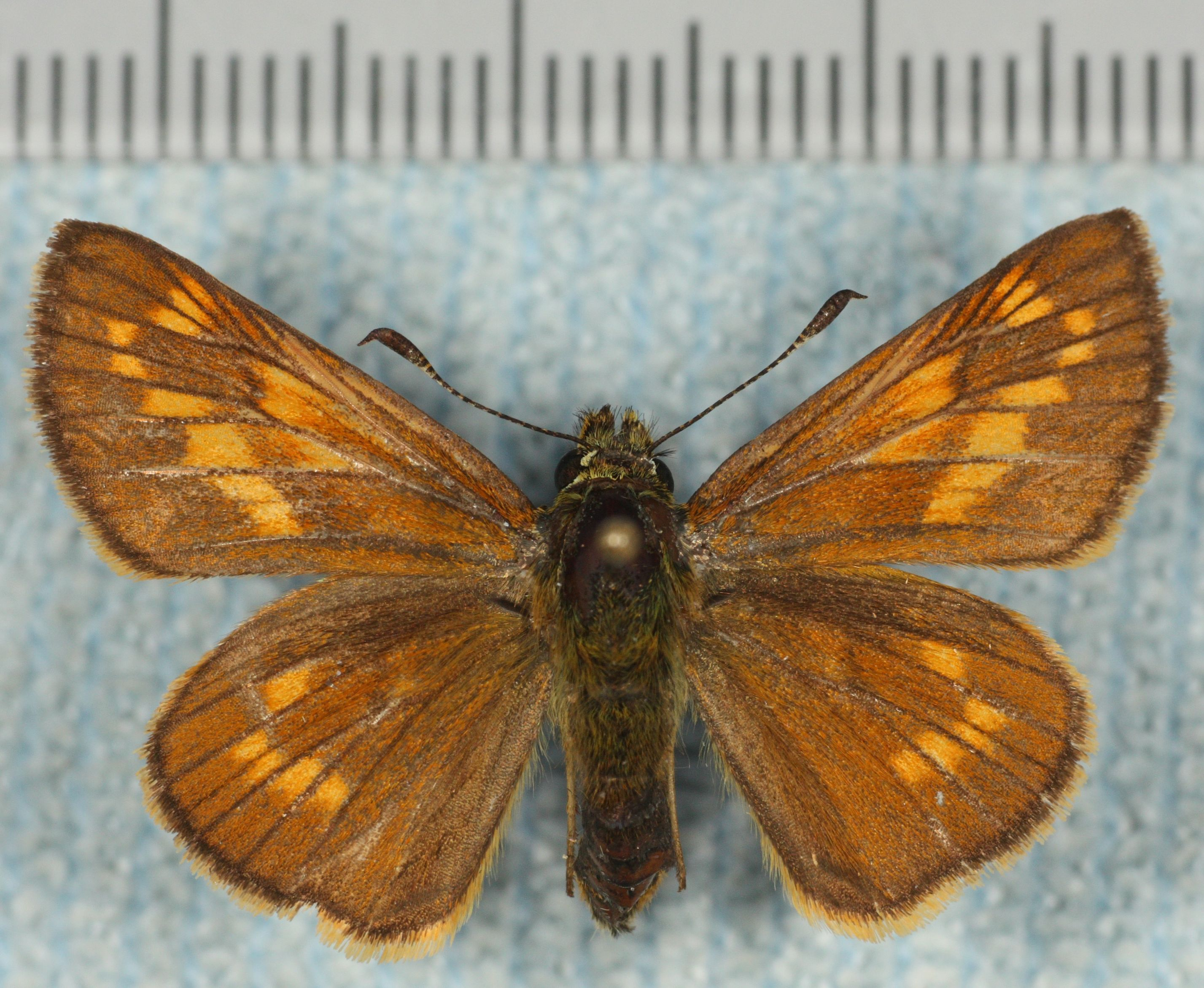
♀
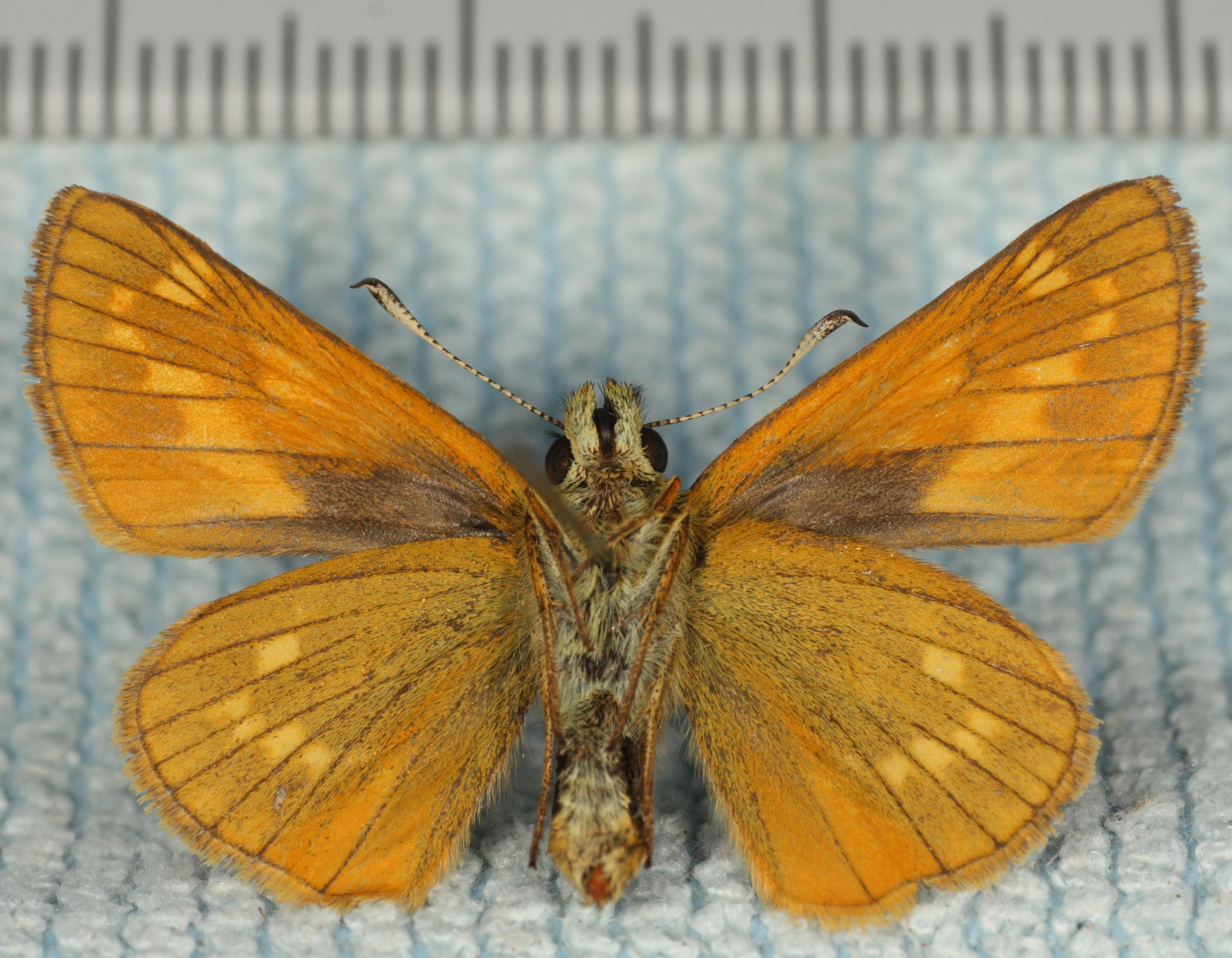
△ ♀